# Joachim Hansen
Joachim Hansen (ur. 26 maja 1979 w Oslo) – norweski grappler i zawodnik mieszanych sztuk walki, były mistrz Shooto i DREAM w wadze lekkiej.

## Kariera sportowa
W 1999 i 2000 roku został Mistrzem Skandynawii w submission fightingu. W 1999 roku zadebiutował w MMA. W początkowym okresie kariery występował w fińskiej organizacji FinFight. 

### Shooto i PRIDE FC
W latach 2002–2007 walczył dla japońskich organizacji Shooto i PRIDE FC. W sierpniu 2003 roku, po zwycięstwie nad Takanorim Gomi, zdobył tytuł mistrza Shooto w wadze półśredniej. Pas utracił już w następnej walce przeciwko Brazylijczykowi Vítorowi Ribeiro. We wrześniu 2005 roku doszedł półfinału turnieju PRIDE Lightweight Grandprix przegrywając na punkty z późniejszym finalistą Hayato Sakurai. 2 kwietnia 2006 roku znokautował Brazylijczyka trenującego w klubie Chute Boxe m.in. z Wanderleiem Silvą Luiza Azeredo ciosem kolanem, a na sylwestrowej gali Shockwave został poddany przez Shin’yę Aoki rzadko stosowaną techniką - gogoplatą. Ostatecznie jego bilans w PRIDE do rozwiązania kontraktu (z powodu wykupienia organizacji przez Zuffa, właściciela UFC) wyniósł 4-2.

### DREAM
W 2008 roku podpisał kontrakt z nowo powstałą organizacją DREAM. 21 lipca 2008 roku na gali DREAM.5 w Osace pokonał w rewanżu przez techniczny nokaut Shin’yę Aoki, zwyciężając w finale turnieju DREAM Light Weight Grand Prix 2008 i tym samym zostając pierwszym w historii mistrzem DREAM w wadze lekkiej (do 70 kg). W walce tej Hansen wystąpił jako zawodnik rezerwowy, zastępując kontuzjowanego Eddiego Alvareza.
Po spowodowanej kontuzją ponad rocznej przerwie w startach, 6 listopada 2009 roku powrócił na ring w walce z Shinyą Aokim. Przegrał w 2. rundzie przez poddanie, tracąc na rzecz Japończyka mistrzostwo DREAM.
Po porażce z Aokim przeszedł do kategorii piórkowej. 22 marca 2010 roku, podczas gali DREAM.13 stanął do walki o mistrzostwo DREAM w tej wadze z dzierżącym pas Bibiano Fernandesem. Norweg przegrał przez niejednogłośną decyzję sędziów. Trzecią porażkę z rzędu zanotował ponad 2 miesiące później, tym razem został znokautowany przez Japońskiego strikera Hiroyukiego Takaya. Fatalną serie bez zwyciętstwa przerwał jeszcze w tym samym roku we wrześniu na gali numer 16, poddając Hideo Tokoro duszeniem. 24 września 2011 roku na DREAM 17 przegrał przed czasem z Tatsuyą Kawajiri.
Po ponad rocznej przerwie wrócił do klatki na galę ROAD FC 11 w Seulu pokonując zawodnika gospodarzy Doo Won Seo przez poddanie (duszenie trójkątne rękoma).